# EBU Circuit 2000/01
Der EBU Circuit 2000/2001 war die 14. Auflage dieser europäischen Turnierserie im Badminton. Die La Chaux-de-Fonds International 2000 standen für Anfang Oktober 2000 im ursprünglichen Programm des Circuits, wurden dann jedoch wieder aus dem Circuit genommen, dennoch aber ausgerichtet. 

## Die Wertungsturniere
| Nr. | Turnier                      | Austragungsort   | Termin                        |
| --- | ---------------------------- | ---------------- | ----------------------------- |
| 1   | Romanian International 2000  | Timișoara        | 7.–10. September 2000         |
| 2   | Czech International 2000     | Nymburk          | 28. September–1. Oktober 2000 |
| 3   | Slovak International 2000    | Prešov           | 12.–15. Oktober 2000          |
| 4   | Slovenia International 2000  | Ljubljana        | 19.–22. Oktober 2000          |
| 5   | Hungarian International 2000 | Budapest         | 2.–5. November 2000           |
| 6   | Norwegian International 2000 | Sandefjord       | 9.–12. November 2000          |
| 7   | Iceland International 2000   | Reykjavík        | 16.–19. November 2000         |
| 8   | Scottish Open 2000           | Edinburgh        | 23.–26. November 2000         |
| 9   | Welsh International 2000     | Cardiff          | 30. November–3. Dezember 2000 |
| 10  | Irish Open 2000              | Dublin           | 7.–10. Dezember 2000          |
| 11  | Portugal International 2001  | Caldas da Rainha | 11.–14. Januar 2001           |
| 12  | Spanish International 2001   | Granada          | 15.–18. Februar 2001          |
| 13  | French Open 2001             | Paris            | 14.–18. März 2001             |
| 14  | Dutch International 2001     | Wateringen       | 29. März–1. April 2001        |
| 15  | Croatian International 2001  | Zagreb           | 19.–22. April 2001            |
| 16  | Austrian International 2001  | Pressbaum        | 26.–29. April 2001            |